# Richárd Könnyű
Richárd Könnyű (ur. 24 lutego 1996) − węgierski bokser kategorii lekkiej, brązowy medalista młodzieżowych igrzysk olimpijskich z 2014 roku.

## Kariera amatorska
W sierpniu 2014 zdobył brązowy medal na młodzieżowych igrzyskach olimpijskich w kategorii lekkiej. Swoją półfinałową walkę przegrał wyraźnie na punkty z Kazachem Abyłajchanem Żüsypowem, ale wraz z innym półfinałowym przegranym walczył o brązowy medal i zdobył go, wygrywając wyraźnie na punkty.